# Enea Salmeggia

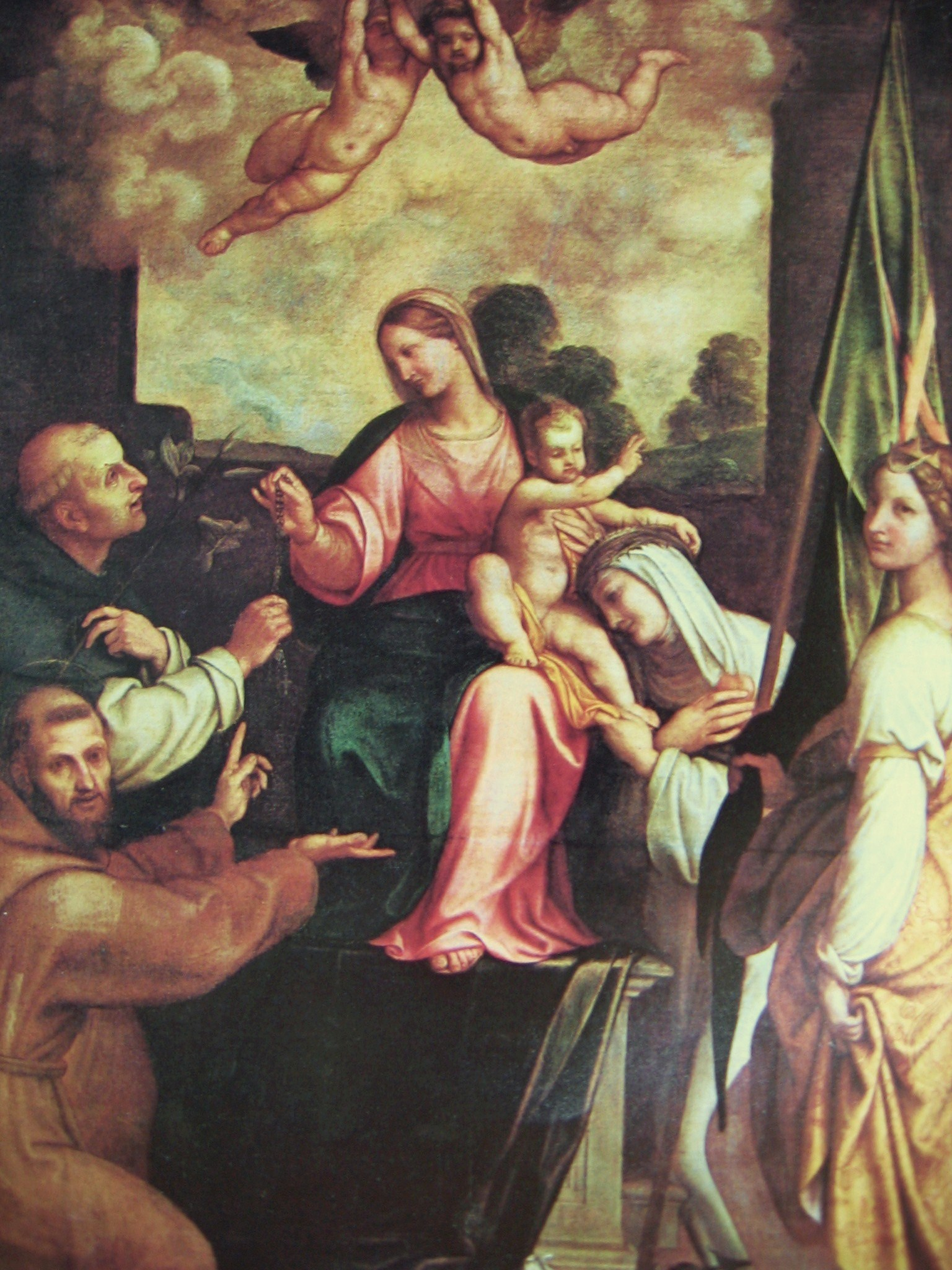
Vergine del Rosario, Kirche San Giorgio Fiorano al Serio

Enea Salmeggia, genannt Talpino oder Salmezza (* um 1565 in Nembro; † 25. Februar 1626 in Bergamo), war ein italienischer Maler der Manierismus.

## Leben
Enea, der in dem kleinen Weiler Salmezza der Gemeinde Nembro geboren wurde und dann in Borgo San Leonardo in Bergamo aufwuchs, soll sein Vater Antonio de Fagnano da Salmezza, genannt Talpino, von Beruf Schneider, am 3. Oktober 1580 in dem Weiler gelebt haben, wie aus der Urkunde des Notars Michele fu Giacomo Calvi hervorgeht: domino Antonio de Salmetia omnibus habitatoribus Burgi Sancti Leonardi, möglicherweise aus der Familie Gherardi oder Gerardi.
Er begann seine künstlerische Tätigkeit 1590, obwohl es scheint, dass sein Vater 1594 den Auftrag für das Gemälde Anbetung der Heiligen Drei Könige für die Kirche Santa Maria Maggiore für seinen Sohn, der noch keine 20 Jahre alt war, unterzeichnen musste, das im folgenden Jahr ausgeführt wurde. Dies stimmt jedoch nicht mit dem Geburtsdatum seines Sohnes Francesco überein, das 1602 zu sein scheint, was Salmeggias Geburt um einige Jahre vorwegnehmen würde. Er heiratete Vittoria Daverio, die Schwester des mailändischen Bildhauers Pietro Antonio Daverio, mit der er sechs Kinder hatte. Die Jahre, die er in Rom verbrachte, sogar vierzehn, sind nicht dokumentiert, die beiden ihm zugeschriebenen Gemälde sind jedenfalls verloren gegangen, aber seine Anwesenheit in Mailand, in der Werkstatt von Simone Peterzano, die durch seine frühen Werke belegt ist, ist sicher.
Enea hatte eine Malerwerkstatt im Haus neben der Kirche von Sant’Alessandro in Colonna. Zu seinen Schülern gehört Marcantonio Cesareo, möglicherweise sein Verwandter und Erbe seiner Werke nach dem Tod seines Sohnes Francesco. Er starb in der orobischen Hauptstadt und wurde in der Kirche Sant’Alessandro beigesetzt, in der einige seiner Werke aufbewahrt werden, darunter das große Gemälde Martyrium des Heiligen Alexander, das auf dem Chor als Altarretabel für den Hochaltar angebracht wurde.
Der Maler signierte seine Werke mit Salmetia (Salmeza), aber das kursive Z hat eine Endschleife, die als Buchstabe g interpretiert wurde, wodurch sein Name im Laufe der Zeit zu Salmeggia wurde.
Salmeggia hatte ein sehr feuriges Temperament, wovon seine Weigerung zeugt, am Wettbewerb für die Dekoration der Kuppel der Basilica di Santa Maria Maggiore teilzunehmen, als die Bürgermeister um Vorzeichnungen baten, damit sie auch von Personen außerhalb der Stadt Bergamo beurteilt werden konnten, lehnte er dies ab und erklärte: dicho che nn voglio far dissegno alcuno perché sia mandato a giudicar fuori di Bergamo ne ancho in Bergamo, perché il mio pensiero è di non operar in quel locho già, che veddo come pasino questi negotij: et così che più di me desidera tal opera haverà il campo libero.
Pater Sebastiano Resta, Historiker und Sammler, ist Zeuge seines Todes und seines anschließenden Erbes. Die Zeichnungen des Salmeggia-Nachlasses werden in der Biblioteca Ambrosiana in Mailand aufbewahrt. Salmeggia hinterließ eine Tochter, die Malerin war, und Francesco einen Maler. Sein Cousin, ein Priester namens Don Sebastiano Salmeggia Talpino, schlug das Erbe wegen der Schulden von Eneas aus. Marc Antonio Caesar, ein weiterer Schüler des Eneas, eignete sich mit gutem Recht alle Zeichnungen an, die nach dem Tod des Aeneas übrig geblieben waren. Dann starb er im Jahr 1666 und hinterließ einen Sohn namens Giuseppe Cesareo, der die Entwürfe von Aeneas erbte.

### Künstlerische Tätigkeit
Schon in jungen Jahren versuchte er, die bildenden Künste von bergamaskischen Künstlern zu erlernen, obwohl spekuliert wird, dass er möglicherweise in der Werkstatt von Simone Peterzano in Mailand ausgebildet wurde. Es wird angenommen, dass Salmeggia in der Schule von Peterzano Caravaggio kennenlernte, der von 1584 bis 1588 sein Schüler war. Es war Peterzano, der ihn beauftragte, die Verkündigung für das Kartäuserkloster von mailànder Stadtquartier Garegnano zu malen.

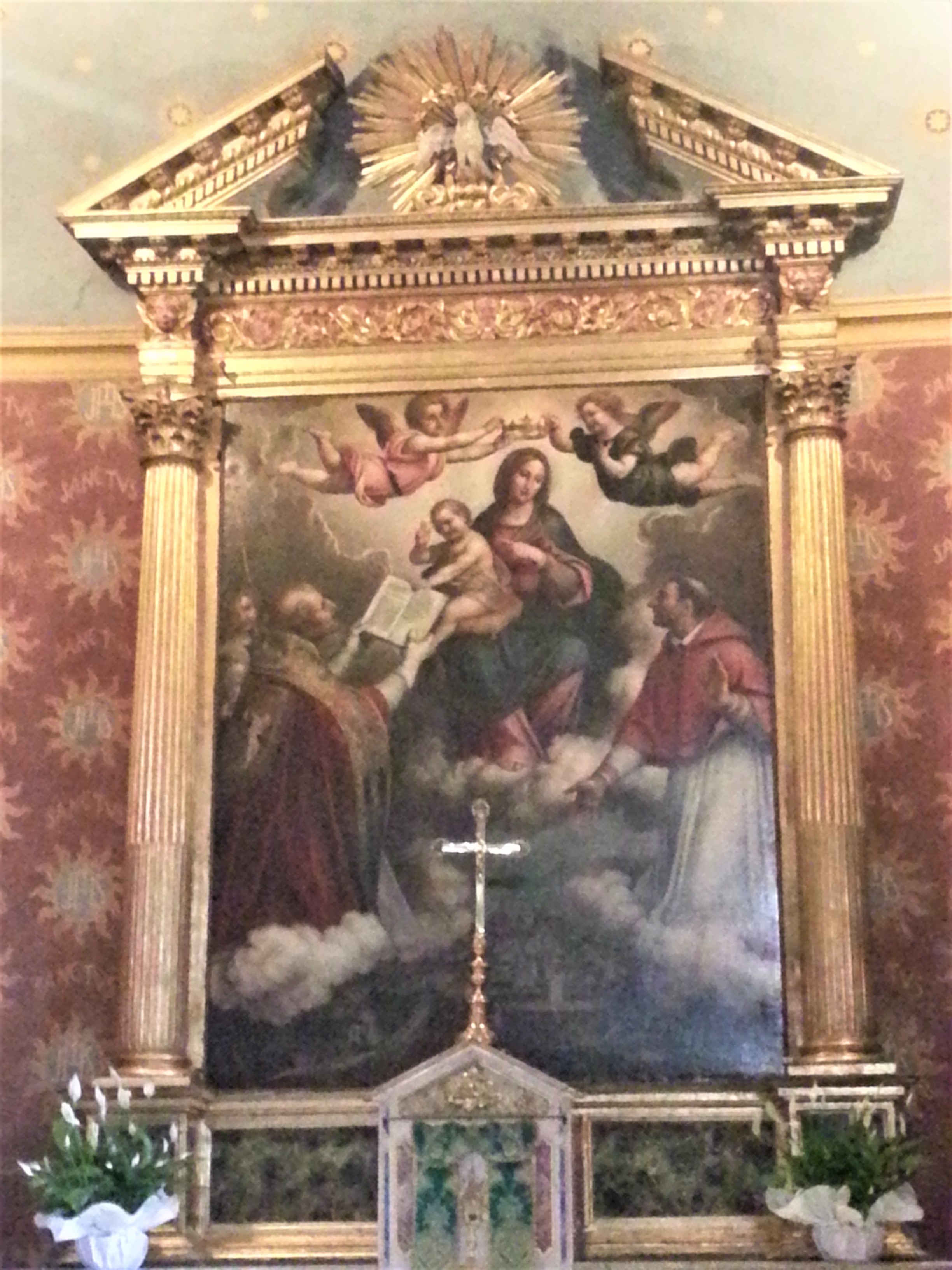
Kirche San Gregorio Magno (Gromo), Madonna con Bambino e i santi Gregorio Magno e Carlo Borromeo

Diese Hypothese wird durch die zahlreichen Werke gestützt, die Salmeggia in der Hauptstadt der Lombardei hinterlassen hat, unter denen die in der Pinacoteca di Brera aufbewahrte Thronende Madonna mit Kind und Heiligen hervorsticht. Interessant ist auch das Martyrium des Apostels Andreas, 1604, das in der Kirche Santa Maria della Consolazione al Castello aufbewahrt wird. Zu seinen jüngeren Werken gehört das Altarretabel für das Kloster Santa Maria della Ripa in Desenzano al Serio mit der Madonna in der Glorie zwischen den Heiligen Petrus, Alexander, Karmeliter Albert und heiligem Bischof, das erste Werk, das er nach seiner Rückkehr in seine Heimat ausführte.
Das größte künstlerische Schaffen von Salmeggia, der von vielen als „Raffael von Bergamo“ bezeichnet wird, fand jedoch in seinem eigenen Land statt. Er konnte das Erbe der lombardischen Malerei des 16. Jahrhunderts von Bernardino Luini erfassen, einem Künstler, den er gut kannte, da er seine Werke in der Kirche San Maurizio al Monastero Maggiore studiert hatte, wo er mit Peterzano an den Gemälden der Gegenfassade zusammenarbeitete, und von Antonio da Correggio, sowie von dem Brescianer Il Moretto, der in Bergamo sehr präsent war.
Seine Werke, die in der Tradition der lombardischen Malerei ausgeführt wurden, sind zahlreich und befinden sich in Kirchen und Heiligtümern in der Gegend von Bergamo, mit einer großen Konzentration in Bergamo und im Val Seriana. Zu den frühesten Werken gehört das 1606 datierte Gemälde Trinità, das in der Kirche San Defendente in Romano di Lombardia aufbewahrt wird. In der Propstkirche San Martino in Nembro, dem Herkunftsort seiner Familie, befindet sich beispielsweise ein Gemäldezyklus von ihm, der nicht weniger als 27 Bilder umfasst.

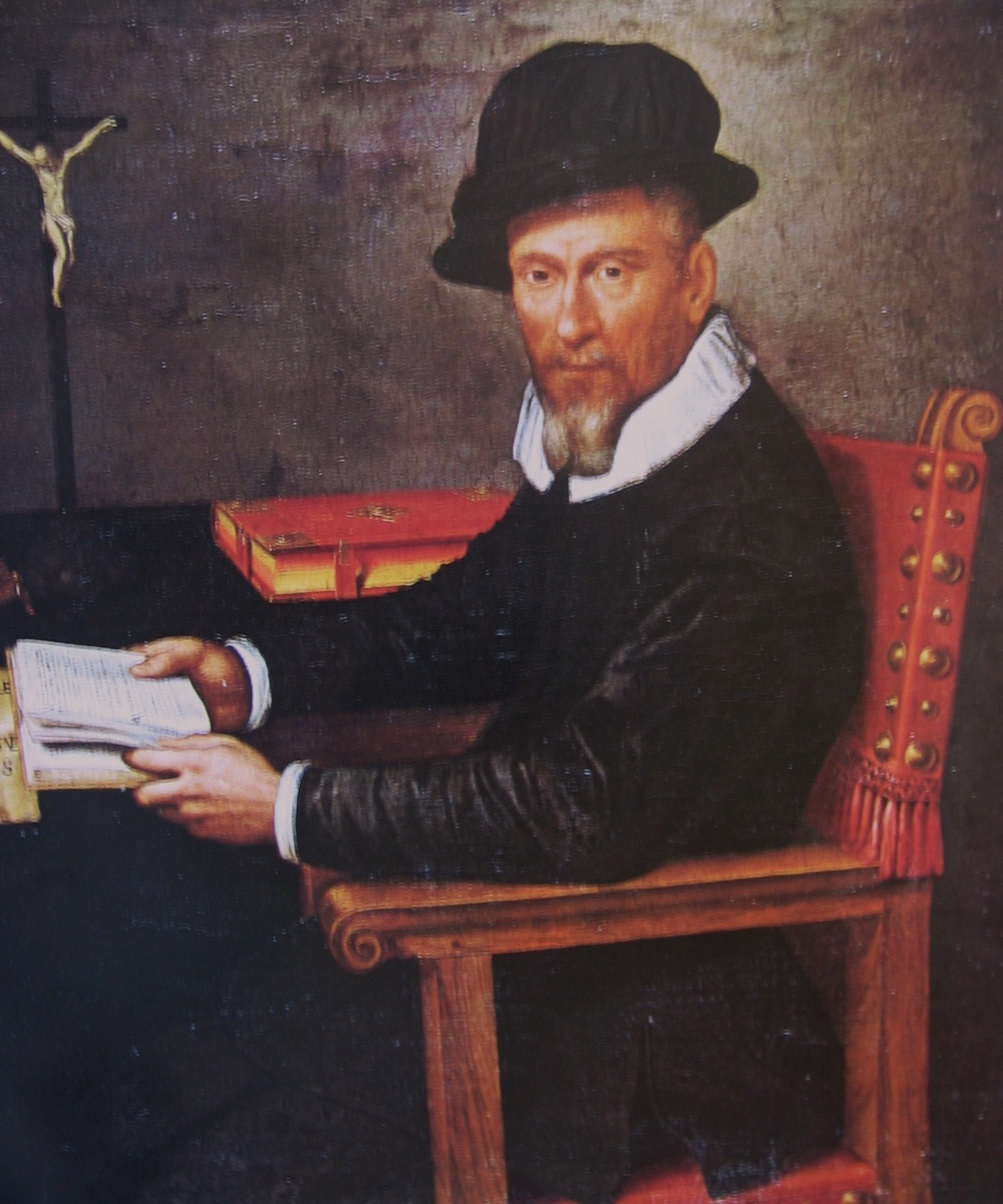
Enea Salmeggia, Porträt eines Herren

Ein Altarretabel mit der Darstellung der Verkündigung befindet sich in der gleichnamigen Kapelle der Certosa di Garegnano; in Gromo, das Altarbild mit der Darstellung der Madonna mit Kind und den Heiligen Gregor dem Großen und Karl Borromäus, in der Kirche Sankt Gregor der Große in Gromo, Landschaft des antiken Gromo und der Torre zu sehen ist, wie sie im 17. Jahrhundert aussah. Er schuf eine eigene Werkstatt, in der er zahlreiche Schüler hatte, darunter seine Tochter Chiara, die unter anderem die Veronika malte, die in der Kirche Santa Maria della Pace in Alzano Lombardo zu sehen ist. Das Gemälde Madonna mit dem Kind, das den Heiligen Rocco, Franziskus und Sebastian auf den Wolken erscheint, das einst im Oratorium von San Rocco in Calcio aufbewahrt wurde, befindet sich heute im Castello Sforzesco. In der Wallfahrtskirche Madonna del Pianto in Albino wird die Pietà als großes Altarbild aufbewahrt.
Im Jahr 1611 malte er das Altarbild für die Wallfahrtskirche San Patrizio in Colzate, das die Madonna mit Kind und Heiligen darstellt. Das Gemälde wurde 1750 in die Pfarrkirche von Santa Maria Assunta in Vertova gebracht. Salmeggia schuf auch Werke für die Kirche Sant’Alessandro della Croce in Bergamo, darunter die Himmelfahrt der Jungfrau von 1611 und Antonius der Grosse vertreibt den Teufel von 1605. Vom profanen Salmeggia sind nur wenige Werke erhalten geblieben, einige Porträts, die in der Accademia Carrara aufbewahrt werden, und eine Diana und Kallisto, die fälschlicherweise Domenichino zugeschrieben wird und Teil einer Florentiner Sammlung ist; gerade diese Präsenz außerhalb der Lombardei war der Grund dafür, dass sie nicht als Werk des Malers aus Bergamo angesehen wurde, außerdem ist die zentrale Stelle, an der der Stein, auf dem die Nymphe ihre Hände ruht, abgebildet ist, erodiert und beschädigt, als ob die Stelle der Signatur absichtlich ausradiert worden wäre, um das Gemälde einem Maler zuzuordnen, der im 19. Jahrhundert einen guten Markt hatte. Es handelt sich um das einzige Werk des bergamasker Künstlers, das weibliche Akte zeigt, die mit dem Realismus der Wahrheit dargestellt werden, der durch die Darstellung von Diana in ihrer Naivität bei der Entdeckung der männlichen Nacktheit von Kallisto gerechtfertigt ist.
Salmeggia pflegte bereits dargestellte Modelle zu überarbeiten, indem er leicht erkennbare Details wieder einfügte, wenn auch manchmal in einem anderen Maßstab, oder indem er die Technik des cartone verwendete, um seine Werke besser erkennen zu können. Der Historiker Francesco Tassi berichtete in seinen Vite de’ pittori e architetti bergamaschi über einige Teile der von Salmeggia im Jahre 1607 veröffentlichten Studie über die menschliche Anatomie, von der jedoch keine Belege erhalten sind. Der Künstler hat rund hundert Werke aus seiner intensiven künstlerischen Tätigkeit hinterlassen.

### Werke (Auswahl)

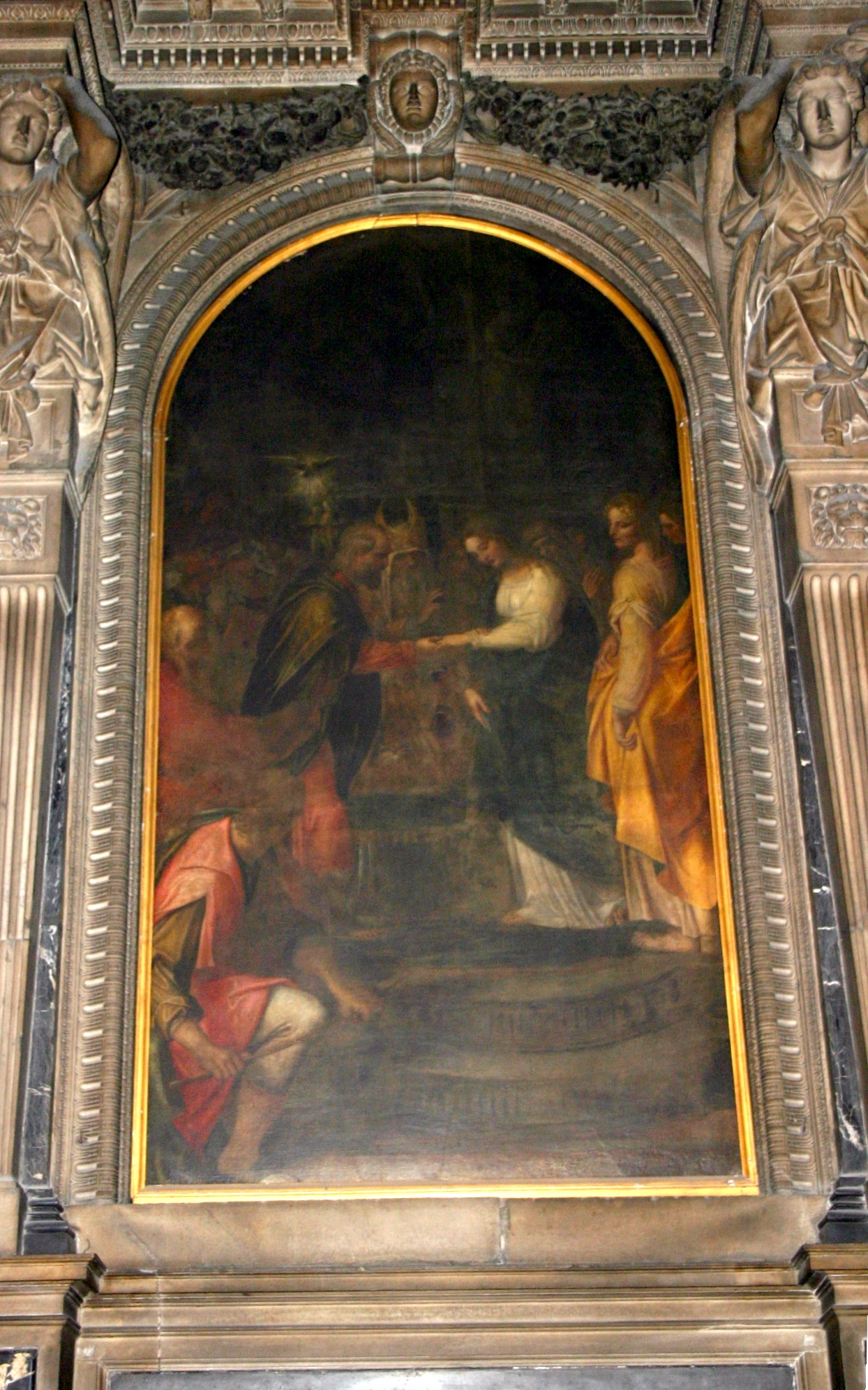
Duomo di Milano - Enea Salmeggia, Sposalizio della Vergine, Mailänder Dom

- Pietà con i santi Rocco e Sebastiano 1589, olio su tela, 214x150, Chiesa di San Rocco, Riva di Solto
- Madonna del Latte 1590, olio su tela, 150 × 110, Kirche San Lazzaro, Bergamo
- Adorazione dei Magi 1595, olio su tela, 400 × 325, Basilika Santa Maria Maggiore, Bergamo
- Battesimo di Gesù, 1598, olio su tela (255 × 1809), Kirche San Pietro, Parre
- Annunciazione, 1596, 250 × 150, Kartause von Garegnano, Mailand
- Madonna in gloria tra i santi Pietro, Alessandro, Alberto Carmelitano e santo vescovo, 1596, 390,5 × 264,5, Kloster Santa Maria della Ripa, Albino
- Santi Sebastiano, Antonio abate, Rocco e Cristoforo, 1597, 230 × 140, Kirche Santa Maria Assunta e San Giacomo Maggiore in Vallalta Fraktion von Albino
- Sposalizio della Vergine 1597–1601, 250 × 150, Mailänder Dom
- San Francesco istituisce l’Ordine dei Terziari francescani, 1598, 360 × 270, Wallfahrtskirche Beata Vergine della Fiamma, Martinengo
- Deposizione dalla croce, 1602, Pinacoteca di Brera, Mailand
- Madonna in gloria col Bambino e i santi Ambrogio e Carlo Borromeo, 1604, Pinacoteca del Castello Sforzesco, Mailand
- Madonna col Bambino in gloria e i santi Rocco, Francesco e Sebastiano, 1604, 360 × 270, Pinacoteca del Castello Sforzesco, Mailand
- Sant’Antonio abate scaccia il demonio, 1605, 300 × 190, Kirche Sant’Alessandro della Croce, Bergamo
- Madonna del Rosario tra i santi Domenico e Caterina da Siena, 1605, Kirche Santi Bartolomeo e Stefano, Bergamo
- Trinità, 1606, 260 × 160, Kirche San Defendente, Romano di Lombardia
- Trinità tra Maria Maddalena e san Bernardo abate, 1606, 250 × 150, Kirche San Defendente, Romano di Lombardia
- Madonna col Bambino tra i santi Ambrogio, Carlo Borromeo, Agnese e Giovanni Battista, 327 × 210, Oratorium Sant’Ambrogio, Redecesio, Quartier von Segrate,
- Madonna col Bambino in trono e santi, 1611, Kirche Santa Maria Assunta, Vertova
- Orazione di Cristo nell’orto, 1609, 400 × 400, Basilika Santa Maria della Passione, Mailand
- Flagellazione di Cristo, 1609, 400 × 400, Santa Maria della Passione, Mailand
- Madonna del Rosario tra i santi Francesco, Domenico, Rosa da Lima e Orsola, 1609, 230 × 138, Kirche San Giorgio Martire, Fiorano al Serio
- Diana e Callisto, 1610, 125 × 156, Credito Bergamasco, Bergamo
- Sant’Alessandro rovescia le tavole degli idolatri, 1615, 103 × 148, Accademia Carrara, Bergamo
- Martirio di sant’Alessandro, 1615, 103 × 148, Accademia Carrara, Bergamo
- Ritratto di ignoto cavaliere, 1605–1610, Privatsammlung, Mozzate
- Madonna col Bambino in gloria e tre santi, 1611, 175 × 250, Kirche San Martino, Nembro
- San Domneone, 1613, 67 × 53, Accademia Carrara, Bergamo
- Cristo crocifisso tra due santi e committente, 1615, 300 × 175, Kirche San Martino, Nembro
- Madonna col Bambino e santi Simone Stock, Caterina da Siena e Gregorio Magno, 1616, Kirche Sant’Agata nel Carmine, Bergamo
- Miracolo di san Benedetto, 1620, 220 × 140, Kirche Sant'Agata nel Carmine, Bergamo
- Madonna col Bambino e i santi Domenico e Caterina da Siena Kirche Santi Nazaro e Celso, Brieno
- Martirio di sant’Agata, 1620, 220 × 140, Kirche Sant’Agata nel Carmine, Bergamo
- Cardinale Cornaro benedice la prima pietra della basilica di Sant'Alessandro in Colonna, 1621, 300 × 135, Basilika Sant'Alessandro in Colonna, Bergamo
- Martirio di sant’Alessandro, 1623, Apsis der Basilika di Sant'Alessandro in Colonna, Bergamo
- Pietà, 1622, Wallfahrtskirche Madonna della Gamba, Desenzano al Serio
- Deposizione di Cristo dalla Croce, 1624, 300 × 185, Wallfahrtskirche Madonna del Pianto, Albino
- Madonna col Bambino in gloria e i santi Lupo, Esteria, Grata, Caterina d’Alessandria, Scolastica, Benedetto e Lorenzo, 1623, Kirche Santa Grata in Columnellis
- Adorazione dei Magi, 57 × 63, 1624, Accademia Carrara, Bergamo
- Madonna col Bambino e i santi Gregorio Magno e Carlo Borromeo, 1625, 220 × 160, Kirche San Gregorio Magno, Gromo
- Trasfigurazione di Gesù, 1621, Kirche San Salvatore, Fino del Monte.